# Utricularia involvens
Utricularia involvens — вид рослин із родини пухирникових (Lentibulariaceae).

## Біоморфологічна характеристика
Вид дає квіти середнього розміру яскраво-жовтого кольору. Квітки мають дволопатеву нижню губу віночка і дуже бульбастий центр. Верхня віночкова губа велика і приблизно такого ж розміру, що й нижня. Шпора вигнута і загострена. Квітконіжка тонка і сильно закручується навколо навколишніх осок для підтримки.

## Середовище проживання
Цей вид є ендеміком Північної території на північ від Кетрін, де він зустрічається на острові Мелвілл і в районі, обмеженому Арнемським укосом.
Населяє сезонно вологі осокові болота.